# ليفربول موسم 2003–04
كان موسم 2003–04 هو الموسم الـ112 لنادي ليفربول منذ إنشائه والعام الثاني والأربعين على التوالي في الدوري الممتاز. ويغطي الموسم الفترة من 1 يوليو 2003 إلى 30 يونيو 2004. أنهى ليفربول موسم الدوري الإنجليزي الممتاز في المركز الرابع.